# Das Schicksal der Carola van Geldern
Das Schicksal der Carola van Geldern è un film del 1919 diretto da Carl Froelich.

## Produzione
Il film fu prodotto dalla berlinese Maxim-Film Ges. Ebner & Co.

## Distribuzione
Distribuito dalla Maxim-Film Ges. Ebner & Co (Berlin), il film uscì nelle sale tedesche nel novembre 1919.